# Noli me tangere (roman)
Noli me tangere est un roman philippin de 1885 écrit par José Rizal.

## Titre
Le titre vient du latin « noli me tangere » (français : Ne me touche pas), paroles prononcées par Jésus-Christ lorsqu'il rencontre Marie Madeleine pour la première fois après sa résurrection. Le texte complet apparaît dans l'Évangile de Saint-Jean, chapitre 20, verset 17 :

« Vulgate :
dicit ei Iesus noli me tangere nondum enim ascendi ad Patrem meum vade autem ad fratres meos et dic eis ascendo ad Patrem meum et Patrem vestrum et Deum meum et Deum vestrum.
Edition Louis Segond :
Jésus lui dit: Ne me touche pas ; car je ne suis pas encore monté vers mon Père. Mais va trouver mes frères, et dis-leur que je monte vers mon Père et votre Père, vers mon Dieu et votre Dieu.
 »

## Des traductions et des adaptations

### Anglais
- The Social Cancer (Le Cancer du pays), traduit par Charles Derbyshire (en)

### Français
- Au pays des moines (1899), traduit par Henri Lucas et Ramon Sempau (ca)[2].
- N'y touchez pas ! traduit par Jovita Ventura Castro, Collection UNESCO, Connaissance de l'Orient, Gallimard, Paris.